# Региолект
Региоле́кт — особая разновидность языка, занимающая промежуточное положение между диалектом и литературным языком. От городского просторечия отличается своеобразием черт, отмечаемых в той или иной части языкового ареала. Региолект представляет собой видоизменённую под влиянием литературного языка форму диалекта. Носителями региолектов являются значительные группы того или иного этноса, так как ареал региолекта охватывает ареалы ряда смежных диалектов, включая не только сёла, но и города и посёлки городского типа.
Региолект — особая форма устной речи, в которой уже утрачены многие архаические черты диалекта и развились новые особенности. Это форма, с одной стороны, не достигшая ещё статуса стандартного литературного языка, а с другой — в силу наличия многих ареально варьирующихся черт, не совпадающая полностью с городским просторечием.
В современной социолингвистике процесс нивелировки диалектов и полного вытеснения их литературным языком уже не всегда рассматривается как неизбежный, всё чаще вместо «вымирания» диалектов констатируется их изменение в идиомы промежуточного характера, отмечаемые во многих современных языках. Такого рода идиом, неустойчивый в сравнении с диалектом, получил название региолект. В российскую лингвистику термин введён В. И. Трубинским и А. С. Гердом. Термин «региолект» широко используется в романской диалектологии (фр. régiolecte). В немецкой диалектологии подобные языковые формы называют также полудиалектами (нем. Halbmundart). В других традициях лингвистических исследований может отсутствовать устоявшийся термин для обозначения указанных постдиалектных идиомов. В частности, в польской диалектологии используются такие термины, как «интердиалект» (пол. interdialekt), «интерговор» (пол. intergwara), «супраговор» (пол. supragwara), «смешанный вариант» (пол. odmiana mieszana), «смешанный язык» (пол. język mieszany), «сельский субстандарт» (пол. substandard wiejski) и т. п.

## Признаки региолекта
Согласно исследованиям Н. В. Хорошевой, для региолекта (главным образом, в русской и французской языковедческих традициях) характерны следующие общие черты:
1. Промежуточный характер региолекта. Региолект представляет собой промежуточный идиом, так как возникая в результате распада диалектной системы, формируясь на основе диалектного субстрата, региолект функционально включается в другие идиомы языка.
2. Континуальный характер региолекта. В языковом континууме от диалекта до литературного языка региолект занимает место между диалектом и региональным вариантом литературного языка:

литературный язык <> региональный вариант литературного языка <> региолект <> диалект
1. Функционирование региолекта преимущественно в городской разговорной речи.
2. Перспективность исследования региолекта вероятностными методами.

## Региолект в языковедческой традиции

### В русском языке
Для диалектов, в которых утрачиваются яркие диалектные признаки (вытесняемые чертами литературного языка) и сохраняются менее выраженные диалектные особенности, не осложняющие взаимопонимание носителей разных типов речи, В. М. Жирмунский предложил в 1960-х годах использовать термин «полудиалект», взятый из немецкой диалектологии. Данный термин, в частности, стала применять Т. С. Коготкова («Полудиалект — это такая языковая структура, которая представляет собой сплав сосуществующих языковых элементов диалекта и литературного языка»). Его продолжают использовать в работах по социолингвистике и в настоящее время. Между тем, понятие «полудиалект» встречает возражения у диалектологов, поскольку термин не даёт чёткого определения той границы, с которой диалект переходит в полудиалект, а также (понимаемый как влияние литературного языка на диалекты) не отражает аспектов внутреннего развития того или иного диалекта, взаимовлияния друг на друга разных диалектов, замещения под влиянием литературного стандарта диалектных элементов диалектными.
В современном российском языкознании широкое распространение для обозначения переходных типов речи от диалекта к литературному языку получил термин «региолект».
Изучению форм разговорной речи, называемых региолектами, посвятили свои работы В. И. Трубинский, А. С. Герд, Е. В. Ерофеева и другие исследователи. Для российских лингвистов изучение региолектов зачастую связывается с изучением языка города, одним из основных аспектов которого является региональная вариативность русского литературного языка, а также взаимодействие литературного языка и его «нелитературного» окружения. Изучается, например, такая особенность региолекта, как воздействие на другие идиомы в городской речи (в частности, на социолекты), придавая им региональную окраску, отмечаемую на разных языковых уровнях. Исследователи региолектов отмечают то, что знание региональных черт русского языка всегда превышает частоту их употребления, так как регионализмы воспринимаются как социально непрестижные элементы речи, связанные с низким уровнем культуры. Функция региолекта как средства самоидентификации жителей определённого региона, элемента культурной традиции в русском языке не сформировалась в силу социокультурных и исторических причин. В то же время, по мнению В. И. Трубинского, для современных диалектов, утративших ряд ярких черт, резко противопоставлявших диалекты литературной норме, наступил период относительной стабилизации, при которой «новый диалект», или региолект, становится более устойчивым, менее изменчивым и менее поддающимся внешнему влиянию.
Региолекты отмечаются исследователями в Архангельской области, Псковской области, Пермском крае и в других регионах распространения русского языка.
Особый региолект характерен, например, для части жителей севернорусского Белозерска Вологодской области и окружающих город сёл и деревень. И. А. Букринская и О. Е. Кармакова относят к чертам этого региолекта такие особенности, как:
1. Наличие полного оканья.
2. Лабиализация предударной гласной о: було́то, гуро́х, дуро́га.
3. Предударное и заударное ёканье: полёжи́т, забёгу́, по́лё, о́зёро.
4. Наличие твёрдых губных согласных на конце слова: сем, во́сем, любо́ф.
5. Распространение твёрдого долгого шипящего шш: кла́дбишше, та́шшат.
6. Стяжение гласных при утрате /j/ в интервокальном положении в прилагательных и глаголах: ячме́нно пи́во.
7. Местная диалектная акцентуация.
8. Распространение форм существительных в предложном падеже типа на ло́шаде.
9. Наличие страдательных причастий прошедшего времени с суффиксами -н- и -т- в значении перфекта: у меня пурабо́тано в колхозе задаром, сколько перестра́дано, на стол-то бра́но «куплено для стола», всего понада́вано, у меня всего навышива́но.
10. Местная диалектная лексика.

Что касается таких местных диалектных черт, как мягкое цоканье или наличие билабиального w в конце слова и слога, то в настоящее время они уже в целом утрачены. Более того, горожане удивляются, когда узнают, что цоканье было характерной чертой для северной части белозерско-бежецких говоров.

### Во французском языке
Во французской лингвистике представление о региональном идиоме, отличающемся как от диалектов, так и от общефранцузского просторечия, формируется к середине XX века. Для его обозначения были применены такие термины, как «региональный французский» (фр. français régional) и «региональные варианты французского языка» (фр. français régionaux), кроме того данная региональная речь промежуточного характера стала обозначаться исследователями также как «французский патуа» (фр. français patoisé), «региолект» (фр. régiolecte), «регионализмы» (фр. régionalismes). В обыденной речи данное явление получило название «регионального акцента» (фр. accent régional). Особенности французских региолектов наиболее ярко выражены на лексическом и фонетическом языковых уровнях. В последнее время меняется отношение к региональным вариантам французского языка, если раньше они ассоциировались с искажениями и ошибками, то в современной Франции региональная речь становится средством культурной самоидентификации. Регионализмы нередко употребляются французами осознанно, чтобы подчеркнуть своё происхождение. В последнее время появляются даже предложения пересмотреть «критерии ошибки», применяемые при оценке речи школьников, живущих в провинции, и отказаться от обязательного исправления региональных особенностей их речи. Термин «региональный французский» принимается не всеми лингвистами, его существование отрицается некоторыми из них на том основании, что нигде региолект не образует единой языковой системы.